# ليتشفيلد (نيوهامشير)
ليتشفيلد (بالإنجليزية: Litchfield, New Hampshire)‏ هي بلدة أمريكية تقع في الولايات المتحدة في هيلسبوروغ. يقدر عدد سكانها بـ 8,271 نسمة ومساحتها 40.0 كم2 وترتفع عن سطح البحر 39 متر.

## أعلام
- جونا جنكينز
- جاك كارني